# Episinus gratiosus
Episinus gratiosus är en spindelart som beskrevs av Bryant 1940. Episinus gratiosus ingår i släktet Episinus, och familjen klotspindlar. Inga underarter finns listade i Catalogue of Life.